# Liste der Naturdenkmale in Niestetal
Die Liste der Naturdenkmale in Niestetal nennt die auf dem Gebiet der Gemeinde Niestetal im Landkreis Kassel in Hessen gelegenen Naturdenkmale. Dies sind gegenwärtig Bäume an 3 Standorten, von denen 2 beim Gut Windhausen, bzw. beim ehemaligen Landschaftspark Windhausen liegen.

## Bäume
| Bild                          | Bezeichnung             | Ortsteil, Lage                               | Beschreibung | Art           | Nr.      |
| ----------------------------- | ----------------------- | -------------------------------------------- | --- | ------------- | -------- |
| mehr Fotos \| Fotos hochladen | 2 Eichen                | Heiligenrode 51° 18′ 16″ N, 9° 36′ 49,5″ O   | Stieleiche ca. 2 km östlich des Ortsrandes von Heiligenrode. Standort beider Eichen, die etwa 50 m Abstand haben, ist der Wald des ehemaligen Landschaftspark Windhausen. Sie stehen beim „Affendenkmal“, am ehemaligen „Affenteich“, der heute nur noch eine trockene Senke ist. Der nördliche Baum steht etwa 15 m vom Waldrand entfernt. Sein beeindruckender Stamm teilt sich in etwa 5 m Höhe in zwei vergleichsweise starke Äste, deren Krone die Nachbarbäume überragt. Stammumfang: 7,10 m Höhe: 35 m Pflanzjahr: ca. 1705 OSM-Link zur Kartendarstellung: nördliche Eiche am Affendenkmal | Quercus robur | 6.33.582 |
| mehr Fotos \| Fotos hochladen | 2 Eichen                | Heiligenrode 51° 18′ 14,5″ N, 9° 36′ 49,2″ O | Stieleiche ca. 2 km östlich des Ortsrandes von Heiligenrode. Standort beider Eichen, die etwa 50 m Abstand haben, ist der Wald des ehemaligen Landschaftspark Windhausen. Sie stehen beim „Affendenkmal“, am ehemaligen „Affenteich“, der heute nur noch eine trockene Senke ist. Der südliche Baum steht direkt am Waldrand. Er ist durch Sägearbeiten an zahlreichen Ästen beeinträchtigt und fast blattlos (Stand 2020). Stammumfang: 4,90 m Höhe: 35 m (2005) Pflanzjahr: ca. 1705 OSM-Link zur Kartendarstellung: südliche Eiche am Affendenkmal                                              | Quercus robur | 6.33.582 |
| mehr Fotos \| Fotos hochladen | 2 Eichen „Wieseneichen“ | Heiligenrode 51° 18′ 5,2″ N, 9° 37′ 7,6″ O   | Stieleichen ca. 2,5 km östlich des Ortsrandes von Heiligenrode. Standort ist ein Acker südlich des ehemaligen Landschaftspark Windhausen, beim „Mausoleum“. Von den beiden Bäumen ist nur noch der westliche vollständig erhalten. Die östliche Eiche besteht nur noch aus einem etwa 3 m hohen Stammrest. Stammumfang westliche Eiche: 5,75 m Höhe: 28 m Pflanzjahr: ca. 1705 OSM-Link zur Kartendarstellung: westliche Eiche am Mausoleum + östlicher Eichenstamm am Mausoleum | Quercus robur | 6.33.583 |
| Fotos hochladen               | 1 Linde                 | Sandershausen 51° 20′ 5,1″ N, 9° 34′ 52,3″ O | Winterlinde ca. 1,5 km nordöstlich des Ortsrandes von Sandershausen. Der Baum steht unweit der Hannoverschen Straße, im Garten des „Zollforsthauses“. Er ist nicht öffentlich zugänglich. Stammumfang: 3,65 m Höhe: 27 m Pflanzjahr: ca. 1885 OSM-Link zur Kartendarstellung: Linde am Zollforsthaus | Tilia cordata | 6.33.586 |

## Belege
1. ↑  Nach dem amtlichen Kataster der Unteren Naturschutzbehörde des Landkreises Kassel und vor Ort Recherche 2016 - Februar 2017.
2. ↑  Messung 2020-09-20 in h=1,30 m
3. 1 2 3 4  Angaben zu Stammumfang (sofern keine eigene Messung), Größe und Pflanzjahr nach Rüdiger Germeroth, Horst Koenies, Reiner Kunz: Natürliches Kulturgut - Vergangenheit und Zukunft der Naturdenkmale im Landkreis Kassel, Herausgeber: Kreisausschuss des Landkreises Kassel, Untere Naturschutzbehörde, Wolfhagen, 2005, Anhang "Bäume" S. 186 ff. Das Pflanzjahr wurde über das dort geschätzte Alter und das Erscheinungsjahr (2005) der Publikation zurückgerechnet.
4. ↑  Messung 2020-09-20 in h=1,30 m
5. ↑  Messung 2020-09-20 in h=1,30 m

- Karte mit allen Koordinaten:
- OSM |
- WikiMap